# Sonhos tomam conta
Lua Viana, mais conhecida por seu nome artístico sonhos tomam conta, é uma artista de shoegaze de São Paulo, Brasil. Ela lançou três álbuns solo, dois EPs e um álbum split.
sonhos ganhou popularidade com o lançamento de Downfall of the Neon Youth (2021), um álbum split com ela mesma, Parannoul e Asian Glow. Seu posterior EP, Insolação (2022), e álbum completo Maladaptive Daydreaming (2022), também receberam atenção.
Em 2025, lançou seu projeto de samba experimental e metal chamado Antropoceno.

## Discografia
A discografia a seguir foi adaptada de Apple Music.
Álbums
- Wierd (2021)
- Hypnagogia (2021)
- Downfall of the Neon Youth (2021) (split com Parannoul and Asian Glow)[6]
- Maladaptive Dreaming (2022)
- phosphenes and iridescent lights (2022) (como moondaughter)
- Corpos de Água (2024)

EPs
- Pesadelos (2020)
- Cyberia (2021)
- Insolação (2022)
- the movies aren't enough (2023)
- Terra do Fogo (2025) (como Antropoceno)